# Koniec historii i ostatni człowiek
Koniec historii i ostatni człowiek – utwór autorstwa Francisa Fukuyamy, wydany w roku 1992, argumentujący za wyższością demokracji nad innymi ustrojami społecznymi.
Liberalna demokracja i związany z nią wolny rynek są zdaniem Fukuyamy ostateczną, lepszą formą ustrojową, lepszą niż monarchia, faszyzm czy komunizm. Miałaby ona być jednocześnie końcem historii, przez wyczerpanie się nowych projektów ustrojowych.